# Sparrige Segge
Die Sparrige Segge (Carex muricata) ist eine Pflanzenart aus der Gattung Seggen (Carex) innerhalb der Familie Sauergrasgewächse (Cyperaceae).

## Beschreibung

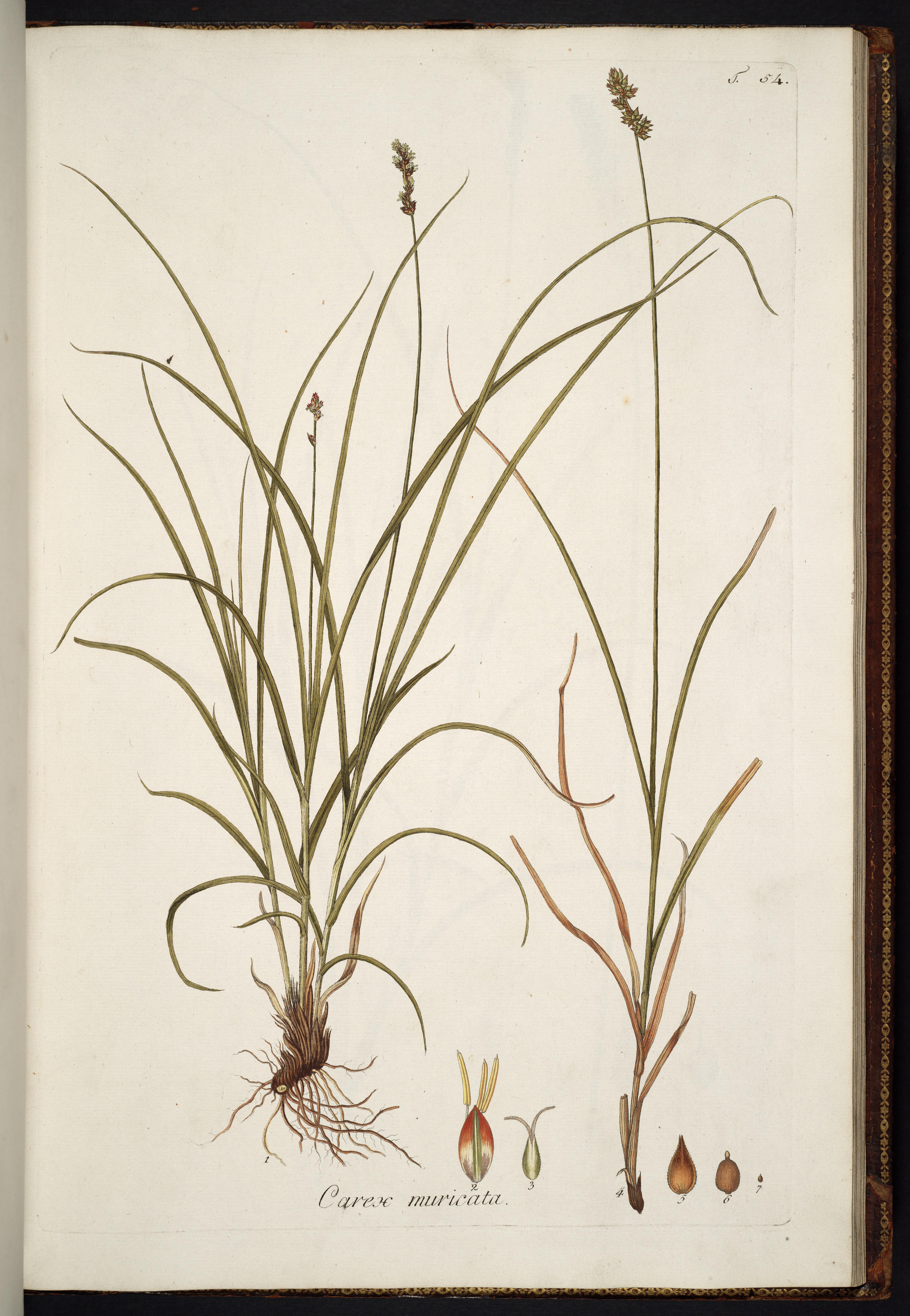
Illustration

### Vegetative Merkmale
Die mittelgroße Sparrige Segge wächst in Horsten und erreicht Wuchshöhen von 30 bis 60 Zentimetern. Die Wurzeln weisen einen Terpentingeruch auf. Die Halme sind unten deutlich gerundet. Die undeutlich doppelt gefalteten Laubblätter besitzen Blattscheiden, die ohne Fasernetz aufreißen und deren Blattnervenstreifen bräunlich sind. Das Blatthäutchen ist sehr schmal und flachbogig.

### Generative Merkmale
Die Blütezeit reicht von Mai bis Juni. Die Sparrige Segge bildet einen 2 bis 3 Zentimeter langen ährigen Blütenstand aus. Die Spelzen sind dunkel-braun. Die etwa 4 Millimeter großen Schläuche sind am Rand geflügelt.
Die Chromosomenzahl beträgt 2n = 56 oder 58.

## Vorkommen
Die Sparrige Segge besiedelt vor allem mäßig trockene bis frische lichte Wälder und ist häufig auch an Waldwegen, Waldrändern und Ruderalstandorten wie sandige, schüttige Stellen zu finden. Sie besitzt ihr Hauptvorkommen in nährstoffreichen Stauden- und ausdauernden Unkrautfluren.

### Vorkommen in Mitteleuropa
Die Sparrige Segge braucht feuchte Böden, sie stellt ansonsten kaum einschränkende Bedingungen an ihren Untergrund. Sie erträgt mäßige Stickstoffgehalte, aber weder lange Schneebedeckung noch sehr späte Fröste. Sie besiedelt Gebüschsäume, lichte Waldstellen, Gräben, Streuwiesen und Raine mit austretendem Hangwasser.
In Mitteleuropa kommt sie zerstreut vor, sie steigt kaum über eine Höhenlage von 1200 Meter auf.

## Systematik
Die Erstveröffentlichung von Carex muricata erfolgte 1953 durch Carl von Linné in Species Plantarum, Tomus II, Seite 974.
Carex muricata gehört zu den gleichährigen Seggen und neben der recht häufigen Carex guestphalica, wie auch Carex spicata, Carex pairaei und Carex divulsa zur Sammelart Carex muricata agg. Diese Arten sind im nichtblühenden Zustand nur schwer zu unterscheiden.